# XII Giochi panamericani
I XII Giochi panamericani si svolsero a Mar del Plata, Argentina, dal 12 marzo al 26 marzo 1995. L'Argentina organizzò i Giochi Panamericani dopo 44 anni dall'edizione inaugurale della manifestazione di Buenos Aires.
I Giochi furono inaugurati dal presidente Carlos Menem e furono caratterizzati dal crescente numero di eventi, con sette nuove discipline e 100 titoli in più rispetto all'edizione del 1991 dell'Avana. La mascotte, "Lobi", era un leone marino, specie animale numerosa nel porto di Mar de Plata.

## I Giochi

### Sedi
Anche se la maggioranza degli eventi sportivi si svolse a Mar de Plata, nei pressi del "Parque Panamericano" (ora chiamato Parque de los Deportes), alcuni sport ebbero luogo in altre città, come badminton, baseball, bowling, equitazione, pallamano, karate, palla basca, squash e tiro che si svolsero a Buenos Aires, il softball a Paraná, lo sci nautico a Santa Fe, alcune partite del primo turno del torneo di calcio a Necochea, e la mountain bike a Miramar.

### Sport
- Atletica leggera
- Badminton
- Baseball
- Bowling
- Calcio a 5
- Calcio
- Canottaggio
- Canoa/kayak
- Ciclismo
- Equitazione
- Ginnastica artistica
- Ginnastica ritmica
- Hockey su prato
- Judo
- Karate
- Lotta
- Nuoto
- Nuoto sincronizzato
- Pallacanestro
- Pallamano
- Pallanuoto
- Pallavolo
- Pattini a rotelle
- Pentathlon moderno
- Pugilato
- Scherma
- Sci nautico
- Softball
- Sollevamento pesi
- Squash
- Taekwondo
- Tennis
- Tennistavolo
- Tiro[1]
- Tiro con l'arco
- Trampolino elastico
- Triathlon
- Tuffi
- Vela

## Medagliere
| #      | Nazione                   | Oro | Argento | Bronzo | Totale |
| ------ | ------------------------- | --- | ------- | ------ | ------ |
| 1      | Stati Uniti               | 170 | 145     | 110    | 425    |
| 2      | Cuba                      | 112 | 66      | 60     | 238    |
| 3      | Canada                    | 47  | 61      | 69     | 177    |
| 4      | Argentina                 | 40  | 45      | 74     | 159    |
| 5      | Messico                   | 23  | 20      | 37     | 80     |
| 6      | Brasile                   | 18  | 27      | 37     | 82     |
| 7      | Venezuela                 | 9   | 14      | 25     | 48     |
| 8      | Colombia                  | 5   | 15      | 28     | 48     |
| 9      | Cile                      | 2   | 6       | 10     | 18     |
| 10     | Porto Rico                | 1   | 9       | 12     | 22     |
| 11     | Uruguay                   | 1   | 4       | 3      | 8      |
| 12     | Guatemala                 | 1   | 1       | 6      | 8      |
| 13     | Rep. Dominicana           | 1   | 1       | 5      | 7      |
| 14     | Antille Olandesi          | 1   | 1       | 4      | 6      |
| 15     | Ecuador                   | 1   | 1       | 3      | 5      |
| 16     | Perù                      | 0   | 3       | 4      | 7      |
| 17     | Isole Vergini Americane   | 0   | 3       | 0      | 3      |
| 18     | Giamaica                  | 0   | 2       | 2      | 4      |
| 18     | Nicaragua                 | 0   | 2       | 2      | 4      |
| 20     | Bahamas                   | 0   | 2       | 1      | 3      |
| 21     | Paraguay                  | 0   | 1       | 2      | 3      |
| 22     | Costa Rica                | 0   | 1       | 1      | 2      |
| 22     | Dominica                  | 0   | 1       | 0      | 1      |
| 22     | El Salvador               | 0   | 1       | 0      | 1      |
| 22     | Panama                    | 0   | 1       | 0      | 1      |
| 25     | Honduras                  | 0   | 0       | 2      | 2      |
| 25     | Suriname                  | 0   | 0       | 2      | 2      |
| 25     | Honduras                  | 0   | 0       | 2      | 2      |
| 28     | Antigua e Barbuda         | 0   | 0       | 1      | 1      |
| 28     | Bermuda                   | 0   | 0       | 1      | 1      |
| 28     | Saint Vincent e Grenadine | 0   | 0       | 1      | 1      |
| Totale | Totale                    | 432 | 433     | 504    | 1369   |